# 高釗中
高釗中，字勉之，河南項城縣人，清朝政治人物、進士出身。
光绪二年（1876年）丙子恩科進士，改庶吉士。光緒三年，任翰林院編修。光緒八年，提督湖北學政。光緒十三年，任上書房行走。光緒十五年，任授溥侗讀。次年，任提督雲南學政。光緒二十年，任翰林院侍讀。